# وینسلو، باکینگهام‌شر
latitudeوینسلو، باکینگهام‌شرlongitudeوینسلو، باکینگهام‌شر
وینسلو، باکینگهام‌شر (به انگلیسی: Winslow, Buckinghamshire) یک منطقهٔ مسکونی در انگلستان است که در جنوب شرقی انگلستان واقع شده‌است.

## خصوصیات
وینسلو ۴٬۴۰۷ نفر جمعیت دارد.